# Astibicola bicolor
Astibicola bicolor är en skalbaggsart som beskrevs av Britton 1990. Astibicola bicolor ingår i släktet Astibicola och familjen Melolonthidae. Inga underarter finns listade.